# Невилье
Невилье (итал. Neviglie) — коммуна в Италии, располагается в регионе Пьемонт, в провинции Кунео.
Население составляет 416 человек (2008 г.), плотность населения составляет 52 чел./км². Занимает площадь 8 км². Почтовый индекс — 12050. Телефонный код — 0173.
Покровителем коммуны почитается святой Георгий, празднование 23 апреля.

## Демография
Динамика населения:

## Администрация коммуны
- Официальный сайт: https://web.archive.org/web/20100825065123/http://www.comuneneviglie.it/